# 254
254. је била проста година.

## Догађаји
- Публије Лициније Валеријан Август и Публије Лициније Егнације Галијен постају римски конзули.
- Римском царству прети неколико народа на његовим границама: германске конфедерације, Франци на средњем току реке Рајне, Алемани на горњем току Рајне и Дунава, и Маркомани у Норикуму и Ретији. На копну, конфедерација Гота прети провинцијама доњег тока Дунава, а на мору обалама Тракије, Битиније и Понта и Кападокије.
- У источним провинцијама Римског царства, Сасанидски Персијанци су претходне године победили римску војску код Барбалиса, а потом су опљачкали небрањене провинције. Овај период се данас назива Криза трећег века.

### Мај
- 12. мај – Папа Стефан I наслеђује папу Луција I на трону Римског епископа.